# Баянцагаан (Баянхонгор)
Баянцагаан (монг. Баянцагаан) сомон в Баянхонгорському аймаці Монголії. Територія 5,5 тис. км²., населення 3,9 тис. чол.. Центр — селище Баянбулаг розташовано на відстані 866 км від Улан-Батора, 246 км від Баянхонгора. Школа, лікарня, культурний та торговельно-обслуговуючий центри.

## Клімат
Клімат різкоконтинентальний. Середня температура січня -16 градусів, липня +17 градусів

## Рельєф
Річки: Гань Бургасни гол, Жаргалант, Холбоот, невеликі озера. Гори Баянцагаан (3452 м), Цецен (2987 м).

## Корисні копалини
Добування золота на річці Холбоо (2184 га)